# Les Mousquetaires
Il gruppo Les Mousquetaires è un gruppo francese di Grande distribuzione organizzata e fa capo a numerose catene di negozi, centri commerciali e grandi magazzini operanti in vari settori. Ogni negozio ha una propria autonomia, ma fa sempre capo al gruppo e la maggior parte di questi ha la particolarità di avere, nella propria denominazione, la parte finale "marché" (francese per mercato).

## Intermarché
La principale catena di supermercati del gruppo, con 2.000 punti vendita. Venne fondata nel 1969 ed è stata la prima catena operante del gruppo Les Mousquetaires. Esistono punti vendita in Francia, Belgio, Portogallo, Spagna, Polonia, Bosnia e Romania. Questa tipologia di magazzini hanno una superficie di vendita che si aggira attorno ai 2.000 e 2-500 m² e vendono principalmente generi alimentari.

Questa catena operava anche in Italia con 6 punti vendita di dimensioni da circa 900 a circa 1500 m2 fino al 2002, anno in cui ha ceduto i supermercati alla catena GS.

## Ecomarché
È la catena di supermercati prossimità, poiché possiede le stesse caratteristiche di Intermarché, ma i magazzini di questo tipo sono più piccoli (superfici di vendita tra 400 e 800 m²). Ci sono circa 400 magazzini in Europa con l'insegna Ecomarché: Belgio, Portogallo e Francia. La filosofia di questa insegna è quella di sopperire alle lacune dei fornitori che si trovano in queste zone, che generalmente sono zone a basso sviluppo commerciale, focalizzando l'attenzione alla clientela, ai prodotti commercializzati, qualità, scelta e protezione per l'ambiente.

## Restaumarché
Questa è una catena di ristoranti in Francia e generalmente sorgono in shopping centers già "colonizzati" dalle altre catene del gruppo. Venne fondata nel 1980 e attualmente conta circa 75 ristoranti. Nel 2005 presso i Reastaumarché sono stati serviti circa 4,2 milioni di pasti.

## Le Relais des Mousquetaires
Questa insegna, localizzata in aree con basso sviluppo commerciale, in cui non sono necessari grossi stabilimenti commerciali, bensì dei piccoli negozi di generi alimentari. L'insegna è stata creata nel 1989 e la parola chiave che caratterizza questi magazzini è "riportare la vita nei piccoli paesi e combattere l'esodo rurale" offrendo generi di varia natura, richiesti maggiormente in queste zone spesso isolate.

## Netto
Netto (che precedentemente si chiamava Comptoir des Marchandises) è l'insegna che caratterizza gli hard-discount del gruppo. Sui suoi scaffali sono presenti mediamente 1.800 tipologie di beni. Ci sono 360 magazzini con un'area di vendita tra i 299m² e 650m². Pur avendo il medesimo nome di una catena danese di discount, non esiste alcuna affiliazione con la stessa.

## Bricomarché
Insegna dedicata al Bricolage, fondata nel 1979, operante in 4 paesi (Polonia, Portogallo, Belgio e Francia) con circa 500 magazzini che coprono un'area di vendita tra 1.500 e 2.300m², con le seguenti caratteristiche:
- attenzione alla clientela
- prezzi bassi

## Logimarché
Figlia dell'insegna Bricomarché, questa insegna opera nelle aree rurali e meno sviluppate commercialmente proponendo prodotti per il bricolage. Venne fondata nel 1998 e attualmente annovera 60 punti vendita in Francia. I magazzini di questo tipo hanno mediamente un'area di vendita di circa 540m². Attualmente è in corso un progetto per trasformare tutti i Logimarché in Bricomarché.

## Vêti
Come suggerisce il nome, questa insegna si occupa della vendita di abbigliamento. Precedentemente si chiamava Vêtimarché, e offrono numerose linee di abbigliamento, molte delle quali fanno parte di prestigiosi brands. Ci sono 159 punti vendita (150 in Francia, 9 in Portogallo). Lo slogan della catena è "Il mio stile, i miei prezzi, per il mio piacere". Ogni store ha una superficie di vendita che si aggira attorno ai 999m².

## Roady
Questa insegna costituisce il ramo dedicato alle officine ed ai negozi di ricambi auto. Generalmente sono situati in centri commerciali ove è già presente un'insegna del gruppo. Esistono più di 100 centri in Francia, ove sono a disposizione della clientela circa 3.500 prodotti. La superficie di vendita si aggira attorno ai 350m² suddivisi tra area officina e area di vendita.